# Volo East African Airways 720
Il volo East African Airways 720 (EC720) era un volo passeggeri internazionale, operato congiuntamente con East African Airways, in rotta dal Kenya attraverso l'Etiopia e l'Italia verso il Regno Unito con un Vickers VC10. Il 18 aprile 1972 l'aereo prese fuoco e si schiantò durante il decollo dall'aeroporto internazionale Bole di Addis Abeba, uccidendo 43 dei 107 occupanti a bordo. È il terzo peggior incidente aereo sul suolo etiope.
L'indagine, condotta dall'Ethiopian Civil Aviation Administration, concluse che l'incidente era stato causato da una parziale perdita di forza frenante a causa di un errato riassemblaggio del sistema dei freni, che portò all'impossibilità dell'aereo di fermarsi entro la restante distanza dalla pista. Il VC10 colpì un oggetto estraneo durante il decollo, facendolo vibrare violentemente. I membri dell'equipaggio eseguirono correttamente la procedura necessaria per interrompere il decollo, tuttavia il guasto ai freni fece uscire l'aereo dalla pista.

## L'aereo
L'aereo era un Vickers Super VC10 di 5 anni con codice di registrazione 5X-UVA e numero di serie del produttore 881. L'aereo venne costruito dalla British Aircraft Corporation nel 1966 ed entrò in servizio lo stesso anno. Aveva volato per un totale di 18.586 ore e la manutenzione era stata effettuata secondo il suo regolare programma di manutenzione.

## I passeggeri e l'equipaggio
L'aereo trasportava 96 passeggeri e 11 membri d'equipaggio, per un totale di 107 occupanti. Secondo il New York Times molti dei passeggeri erano bambini di nazionalità britannica che tornavano dalle vacanze di Pasqua. A bordo del velivolo c'erano anche degli italiani. I membri dell'equipaggio erano per lo più africani orientali.
L'aereo era pilotato dal comandante John Vale (42), che aveva registrato un totale di 8.769 ore di volo, di cui 752 ore sul Vickers VC10. Il suo copilota, il primo ufficiale Ronald Botto (26), aveva accumulato 2.744 ore di volo con 640 ore sul tipo. I piloti erano accompagnati dall'ufficiale di navigazione Frank MacNabb (45) e dall'ingegnere di volo Brian Twist (34).

## Il volo

### Prima dell'incidente
Il volo 720 era un volo partito dalla capitale keniota Nairobi a Londra con scali intermedi ad Addis Abeba e Roma. Il 18 aprile 1972 partì dall'aeroporto Embakasi di Nairobi (ora Aeroporto Internazionale Jomo Kenyatta) alle 09:55 EAT (06:55 UTC) e arrivò all'aeroporto di Bole alle 11:23 EAT. Sbarcarono un totale di 40 passeggeri ed altri 15 salirono a bordo del volo 720.
Mentre l'aereo era sulla rampa, l'ingegnere di volo Twist notò che del fluido idraulico era fuoriuscito dalla ruota principale posteriore n°1. Twist ritenne la fuoriuscita ancora accettabile per il volo verso Londra e quindi non segnalò il problema.
L'equipaggio di volo ricevette l'autorizzazione al rullaggio per il decollo dalla pista 07. Pochi minuti dopo i piloti notarono che c'erano degli uccelli morti sulla pista e riferirono alla torre di averne colpito uno durante la fase di atterraggio. Pertanto chiesero alla torre di allontanare gli uccelli dalla pista. Il controllore mandò quindi un camion dei pompieri per rimuoverli. Poco dopo, l'aereo raggiunse la piazzola alla fine della pista e si allineò per il decollo.

### L'incidente
Alle 12:38 EAT il volo 720 venne autorizzato al decollo. L'equipaggio aumentò la spinta e chiamò la "rotazione". L'aereo aveva appena superato il punto centrale della pista quando improvvisamente si sentì un forte scoppio. La ruota anteriore destra era esplosa dopo aver colpito un cuscinetto d'acciaio di un Cessna 185, che era partito in precedenza dall'aeroporto. L'aereo tremò violentemente e il muso si alzò momentaneamente prima di ridiscendere. L'equipaggio decise di interrompere il decollo, attivò l'inversore di spinta ed applicò i freni per fermare l'aereo. I passeggeri dissero che i freni stavano "urlando" con il fumo bianco che, secondo quanto riferito, usciva dalla ruota. L'aereo virò leggermente a destra.
Poco dopo si sentì un secondo forte rumore quando scoppiò anche la gomma principale posteriore numero 1,di conseguenza l'aereo uscì di pista, attraversò un canale di scolo e si alzò momentaneamente in volo. L'ala esterna sinistra colpì una torre a traliccio d'acciaio, rompendo le linee del carburante e provocando l'esplosione dell'aereo. I parenti delle persone a bordo ricordarono che si poteva vedere il fuoco che si trascinava dietro l'aereo. L'aereo si è poi schiantato al suolo, rompendo la fusoliera prima di fermarsi definitivamente e prendere fuoco.

### Subito dopo
L'aereo si era spezzato in tre parti principali, perdendo la maggior parte dei 50.000 kg di carburante a bordo. Il fuoco bloccò le uscite d'emergenza poste sul lato destro, mentre la forza dell'impatto bloccò quelle a sinistra. Tuttavia aveva anche creato un grande buco aperto nella parte anteriore sinistra. La maggior parte dei passeggeri decise di uscire attraverso il buco.
La maggior parte delle persone a bordo era sopravvissuta allo schianto; tuttavia alcuni passeggeri morirono nell'incendio. Alcuni passeggeri e membri dell'equipaggio persero la vita mentre aiutavano altri a fuggire dall'aereo in fiamme. Coloro che erano riusciti a lasciare l'aereo si sono trovati bloccati dalla recinzione perimetrale di filo spinato dell'aeroporto. Dovettero camminare lungo il pendio lungo i fiumi di carburante per aerei che scorrevano dai resti del VC10, che poco dopo si incendiarono intrappolando diverse persone, alcune delle quali morirono.
Il camion dei pompieri che era stato inviato per rimuovere gli uccelli morti dalla pista è stato il primo ad arrivare sul luogo dell'incidente. Successivamente sono stati inviati sul posto altri mezzi dei vigili del fuoco. Dalle 13:25 in poi, anche le unità dei vigili del fuoco di Addis Abeba parteciparono all'operazione di soccorso.
All'indomani dell'incidente, 20 persone vennero portate all'Addis Ababa Seventh Day Adventist Hospital, di cui 16 erano ferite gravemente. Alcuni dei feriti sono stati portati nel Regno Unito dalla Royal Air Force. Nel frattempo i soccorritori trovarono 36 corpi. Il bilancio delle vittime aumentò quando diversi sopravvissuti cedettero alle ferite riportate. In tutto, un totale di 43 persone, 35 passeggeri e 8 membri dell'equipaggio, rimasero uccisi nello schianto.

## Le indagini

### Guasto della ruota anteriore
Il cedimento della ruota anteriore è stato attribuito alla penetrazione di un componente in acciaio sulla pista. Il componente in questione è stato infine identificato come parte di una piattaforma di sollevamento in acciaio di un Cessna 185. La piattaforma di sollevamento si trovava a circa 2.147 metri dall'inizio della pista e vi era rimasta per 4 ore e 40 minuti. Le dimensioni relativamente ridotte dell'oggetto rendevano improbabile che fosse visto dal personale di terra se non per puro caso. Poiché era caduto diverse ore dopo l'ispezione giornaliera della pista, non c'era alcuna possibilità che qualcuno lo scoprisse. Inoltre, l'autopompa che in precedenza era stata inviata per ripulire la pista dagli uccelli morti non ha liberato l'area in cui giaceva il componente, considerando che gli uccelli morti si trovavano dall'altra parte della pista.

### Decisione di abortire il decollo
L'equipaggio del volo 720 deciso di abbandonare il decollo solo a causa dello scoppio della ruota anteriore. I piloti parevano preoccupati dalle forti vibrazioni e dalla perdita di controllo dell'aereo. La situazione stressante e allarmante in atto indusse l'equipaggio di condotta a presumere immediatamente che l'aereo fosse in condizioni di non navigabilità e quindi decise di interrompere il decollo. La decisione affrettata si rivelò appropriata, poiché la velocità dell'aeromobile era ancora al di sotto della velocità di decisione (V1) di 140 nodi e la natura dell'emergenza era sufficientemente grave, nonostante l'insufficiente considerazione da parte dell'equipaggio di condotta della vera natura dell'emergenza.
La loro rapida decisione è stata anche appropriata poiché la lunghezza della pista, combinata con la velocità dell'aereo in quel momento, era sufficiente per un decollo interrotto in sicurezza. Il cedimento della ruota anteriore si è verificato a circa 2.158 metri dall'inizio della pista ed i freni sono stati premuti immediatamente. I calcoli effettuati dagli investigatori rilevarono che l'aereo avrebbe dovuto essere in grado di fermarsi in sicurezza prima di raggiungere la fine della pista.

### Rimontaggio errato del freno
Anche se il volo 720 avrebbe dovuto essere in grado di fermarsi entro la distanza di sicurezza dalla pista, l'aereo oltrepassò comunque la pista. Successivamente venne fuori che era stata applicata soltanto il 70% della capacità di frenata del VC10. Questa diminuzione delle prestazioni era dovuta a molteplici difetti nel sistema di frenatura dell'aereo, principalmente a causa dello scoppio della ruota posteriore n°1, del funzionamento ridotto del freno anteriore n°4 e di un guasto inspiegabile del freno posteriore n°1. La perdita di prestazioni potrebbe essere attribuita a molteplici difetti riscontrati all'interno del sistema antislittamento posteriore n°4.
L'esame dell'unità servofreno anteriore n°4 rivelò che un pacco limitatore era stato montato in modo errato, riducendo il flusso di fluido idraulico ai freni. Poiché l'unità antislittamento è stata applicata dall'equipaggio di volo, la pressione dei freni non è stata in grado di recuperare a un ritmo sufficiente. Pertanto, i freni non hanno funzionato a un livello ottimale.
Il freno posteriore n°1 era stato accoppiato in modo incrociato con l'unità antislittamento n°2 e il freno posteriore n°2 collegato in modo incrociato con l'unità antislittamento n°1. Per accoppiare correttamente entrambi i freni, l'assale è stato dotato di un tubo di trasferimento posteriore. L'esame del tubo, tuttavia, rivelò che era stato collocato in posizione inversa. Questo non avrebbe dovuto essere un problema significativo poiché entrambi i freni erano riparabili. Tuttavia, la presenza di una guarnizione estranea (anello di gomma) all'interno dell'accoppiamento idraulico che collega l'estremità dell'unità di trasferimento impedì il corretto funzionamento dell'unità antislittamento n°2. Pertanto, la pressione del freno posteriore n°1 non è stata alleviata dall'unità antislittamento n°2, quindi bloccò la ruota e la fece scoppiare.

### Conclusione
L'Ethiopian Civil Aviation Administration concluse la causa dell'incidente con quanto segue: